# 短篇キネマ 百色眼鏡
『短篇キネマ 百色眼鏡』（たんぺんキネマ ひゃくいろめがね）は、2003年1月22日にDVDとして発売、 椎名林檎の3rdアルバム『加爾基 精液 栗ノ花』の世界観を映像として表現した短編キネマ。主題歌は同時発売のシングル収録曲「茎 (STEM) 〜大名遊ビ編〜」。DVDの発売元は東芝EMI。

## 概要
椎名がリリースしたシングル『茎 (STEM) 〜大名遊ビ編〜』と同時発売された映像作品。当初椎名は映像作品ではなく『加爾基 精液 栗ノ花』の世界観をリスナーに触れて分かって貰う為、アルバム収録曲から一曲シングルカットして「茎 〜STEM〜」と一緒にリリースしたかったが、この話をスタッフに相談した所反対されシングルカットではなく映像作品の製作を持ちかけられ、のちに承諾したという経緯がある。
当初椎名がスタッフに提示した内容は喫茶店が舞台で猫が絡んだ話で、その話の中で椎名は女給仕（ウェイター）役をやりたいと提示したが、スタッフ側が用意した内容と180度も違って驚いたとのちのインタビューで語っている。
劇中で使用している音楽は全て『加爾基 精液 栗ノ花』の収録曲を部分的に加工し使用、なお主題歌は「茎 〜STEM〜」だが実際にスタッフロールでかかっている曲は『加爾基 精液 栗ノ花』収録の「おだいじに」である。
ちなみに、椎名は演技をしたのは中学生時代に入部していた演劇部の劇以来だという。
タイトルの『百色眼鏡』とは「万華鏡」の別名、また「茎 〜STEM〜」の初回盤はCD EXTRA仕様になっておりPCで見ると『百色眼鏡』の撮影風景写真などが見られる。

## あらすじ
ある日、駒形から舞台女優・葛城楓の身元調査を依頼された天城。天城は楓の調査をしていく内に、彼女の神秘的な雰囲気に惹かれていく。そして自分の正体を明かさず楓に接触し、楓の屋敷で食事を取るほどの仲になる。ある日の夜、天城は楓の屋敷にひっそりと来訪し、屋敷の裏の壁の穴から楓の部屋を覗き見する。するとそこには楓とは別の女がいた。「あの女は何なのか?」 天城はその夜からその女を観察し始める。そしてついに行き着いた楓の正体は……。

## キャスト
- 葛城楓（かつらぎかえで）：小雪
- 天城（あまぎ）：小林賢太郎
- 駒形（こまがた）：大森南朋
- 女：椎名林檎

## スタッフ
- 企画・音楽：椎名林檎
- 原作：鷹野原均
- 脚本：伊東摩衣
- 監督：番場秀一

## 収録内容
1. 序章
2. 後姿
3. 膝枕
4. 人形
5. 終章

特典映像
1. 生睡映像
2. 寫眞館

## 楽曲
- 主題歌:「茎 〜STEM〜 大名遊ビ編」
  - 作詞・作曲／椎名林檎 編曲／森俊之

- 劇中曲:「加爾基 精液 栗ノ花」より
  - ドツペルゲンガー
  - おだいじに
  - やつつけ仕事
  - とりこし苦労
  - ポルターガイスト

上記の5曲を使用。

## その他
同世界観を舞台とした演劇作品、小林賢太郎プロデュース公演「LENS」があり、音楽は椎名が担当している。
「LENS」では主人公を天城とし、脚本・演出を手がける小林賢太郎自身がつとめ、駒方も重要な人物として登場、百色眼鏡と同じく大森南朋が演じている。「LENS」では天城には天城茎太郎（あまぎけいたろう）、駒方には駒方蓮司（こまがたれんじ）というフルネームが設定されているが、百色眼鏡での登場人物紹介ではどちらも苗字のみとなっている。「LENS」では他の登場人物の名前にも植物に関する言葉が入っており、これは百色眼鏡の葛城楓ともつながる。